# François de Pierre de Bernis
Pour les articles homonymes, voir Bernis.
Pour les autres membres de la famille, voir Famille de Pierre.
François de Pierre de Bernis est un prélat français, archevêque de Rouen.

## Biographie
Né le 29 décembre 1752 à Nîmes, François de Pierre de Bernis appartient à la famille de Pierre de Bernis. Il est le fils cadet de François de Bernis et d'Anne-Renée d'Arnaud de la Cassagne. Il est le neveu de François-Joachim de Pierre de Bernis (1715-1794) et l'oncle de René de Pierre de Bernis (1780-1838).
Il entre dans l'ordre de Saint-Jean de Jérusalem en 1777.
Le 10 décembre 1781 il est désigné comme évêque auxiliaire d'Albi, nommé évêque titulaire d'Apollonie (de) et consacré par le pape Pie VI à Rome le 30 décembre 1781 avec comme co-consécrateurs Giuseppe Maria Contesini et Joseph-Vincent de Beni. Le 20 septembre 1784, il est nommé coadjuteur de l'archevêque d'Albi et il devient archevêque titulaire de Damas (de).
Il est élu député du clergé de Carcassonne pour les États généraux de 1789. Il succède de jure au siège archiépiscopal d'Albi le 2 novembre 1794 car durant la Révolution française il refuse de prêter le serment à la Constitution civile du clergé et il lui est opposé en 1791 Jean-Joachim Gausserand, l'évêque constitutionnel du diocèse du Tarn et il s'exile à la cour de Paul Ier, empereur de Russie. Après le concordat de 1801 il résigne son siège d'Albi le 2 mars 1802. Au retour de la monarchie, il rentre en France et devient archevêque de Rouen le 27 novembre 1819.
C'est sous son archiépiscopat le 15 septembre 1822 qu'est incendiée la flèche de la cathédrale.
Il meurt le 4 février 1823 à Paris. Son corps, déposé dans l'église Saint-Sulpice, est rapatrié en 1875 en même temps que celui du cardinal de la Rochefoucauld, pour être amené dans la crypte de l'église Saint-Gervais de Rouen.
Son épitaphe est gravée dans la chapelle de la Vierge de la cathédrale de Rouen:

## Héraldique
Ses armes sont : D'azur, à la bande d'or accompagnée en chef d'un lion passant du même, armé et lampassé de gueules.

## Succession apostolique
François de Pierre de Bernis a ordonné les évêques suivants :
- Cardinal Jean-Baptist-Marie-Anne-Antoine de Latil (1816)
- Archevêque Étienne-Jean-Baptiste-Louis des Gallois de La Tour (1819)
- Évêque Jean-François Martin de Boisville (1822)